# ARC Victoria (PZE-48)
El ARC Victoria (PZE-48) es el tercer buque patrullero de zona económica exclusiva de la Armada de la República de Colombia adquirido 2017. Tiene  como misión principal, efectuar tareas de soberanía, búsqueda y rescate, atención de desastres, ayuda humanitaria, lucha contra el narcotráfico y protección de los recursos naturales.
Es la tercera unidad es de la clase Fassmer-80, construido en Cartagena, Colombia, bajo licencia. La compañía alemana Fassmer vende la licencia a nivel mundial de este modelo.

## Construcción
El ARC Victoria (PZE-48) es el es el tercer buque patrullero de la Clase Fassmer-OPV 80 que hace parte del llamado Proyecto Orión de la Armada Colombiana. Fue construido por el astillero estatal COTECMAR, en Cartagena de Indias, que ya contaba con la experiencia de construir esta clase de buque que había sido adquirida en la construcción de sus dos buques hermanos, el ARC 20 de Julio y el ARC 7 de Agosto. Su construcción inicio en el 2014, bajo el nombre de ARC Santander en honor al prócer de la independencia el general Francisco de Paula Santander.
En diciembre de 2016 se llevó a cabo su ceremonia de botadura con la presencia de la Ministra de Relaciones Exteriores María Ángela Holguín quien fue escogida como madrina del nuevo buque. La ceremonia también  contaba con la presencia del presidente Juan Manuel Santos quien propuso cambiar su nombre a ARC Victoria.
El 11 de septiembre de 2017 el ARC Victoria fue incorporado oficialmente a la Armada de Colombia y fue puesto bajo el mando del capitán de fragata Jesús Suárez.

## Misión y Operaciones
Desarrollar operaciones navales con el propósito de contribuir a garantizar la defensa, la seguridad y la protección en la jurisdicción marítima del  país.
Este patrullero oceánicao podrá desempeñar diferentes misiones como:
- Vigilancia y protección de la zona económica exclusiva
- Protección del tráfico marítimo
- Defensa de intereses estratégicos
- Operaciones de búsqueda y salvamento
- Auxilio a otras unidades y humanitarias
- Control de contaminación marina
- Persecución del contrabando
- Tráfico de drogas e inmigración ilegal
- Vigilancia de la soberanía.
- Obtención de información de inteligencia operativa o medioambiental
- Defensa de superficie y guerra electrónica pasiva.
- Interdicción marítima.
- Vigilancia de la soberanía.
- Atención de desastres.
- Guerra de superficie en conflictos de baja intensidad.
- Transporte de personal.
- Transporte de carga.
- Plataforma aeronaval en condición N.V.G.